# Deon Bush
Deon Bush (Miami, Florida, 14 de agosto de 1993) es un jugador profesional estadounidense de fútbol americano que se desempeña en la posición de safety en Kansas City Chiefs, equipo de la National Football League (NFL).

## Carrera
Fue seleccionado en la cuarta ronda en la Reunión Anual de Selección de Jugadores de la NFL de 2016. Hizo su debut profesional con el equipo Chicago Bears, en el cual jugó seis temporadas (2016-2022), luego pasó a Kansas City Chiefs, donde lleva jugando dos temporadas.